# Arquidiócesis de Przemyśl
La arquidiócesis de Przemyśl (en latín: Archidioecesis Premisliensis Latinorum y en polaco: Archidiecezja przemyska) es una circunscripción eclesiástica de la Iglesia católica en Polonia. Se trata de una arquidiócesis latina, sede metropolitana de la provincia eclesiástica de Przemyśl. Desde el 30 de abril de 2016 su arzobispo es Adam Szal.

## Territorio y organización

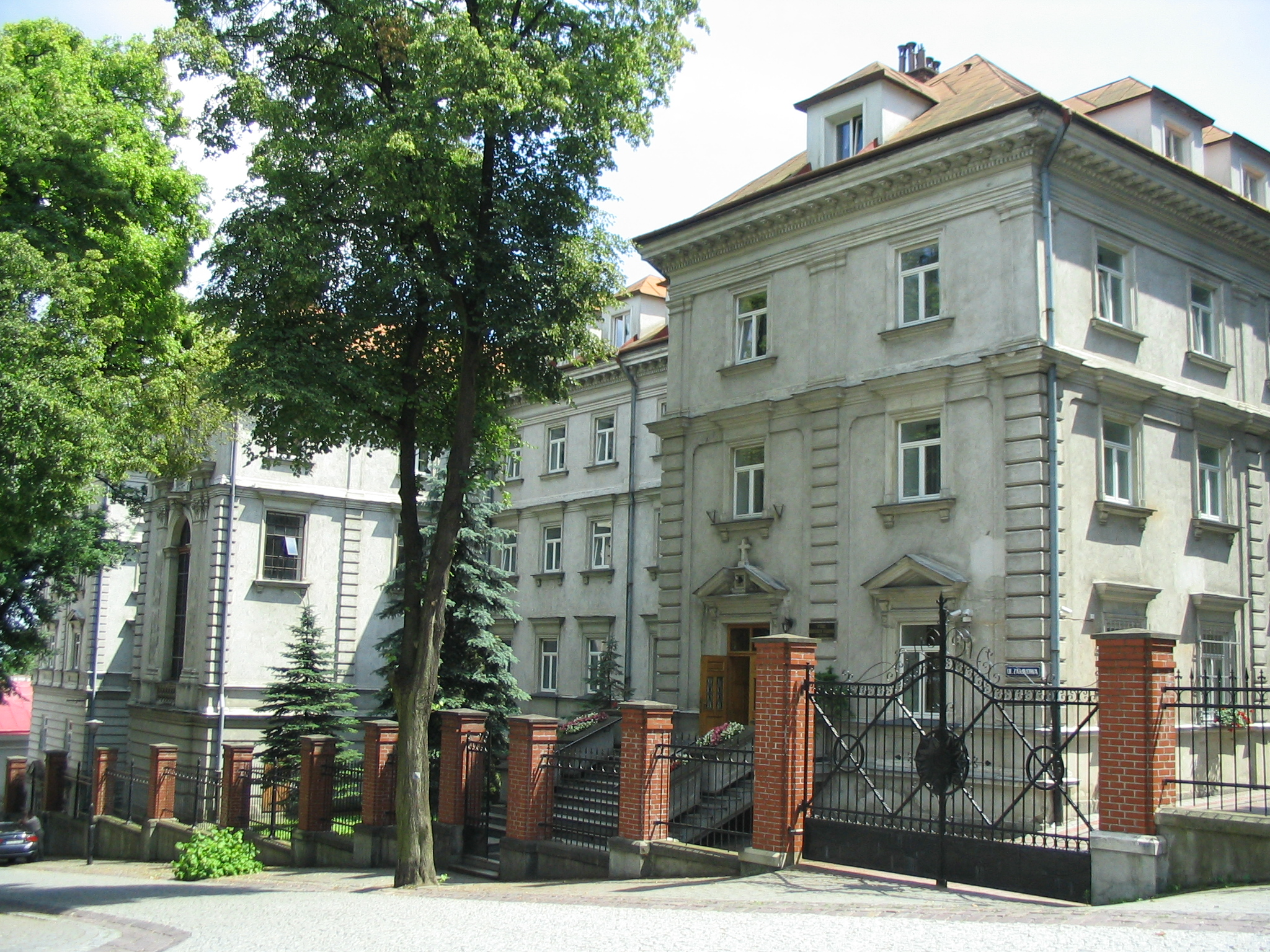
Seminario

La arquidiócesis tiene 9750 km² y extiende su jurisdicción sobre los fieles católicos de rito latino residentes en la parte sudoriental del voivodato de Subcarpacia.

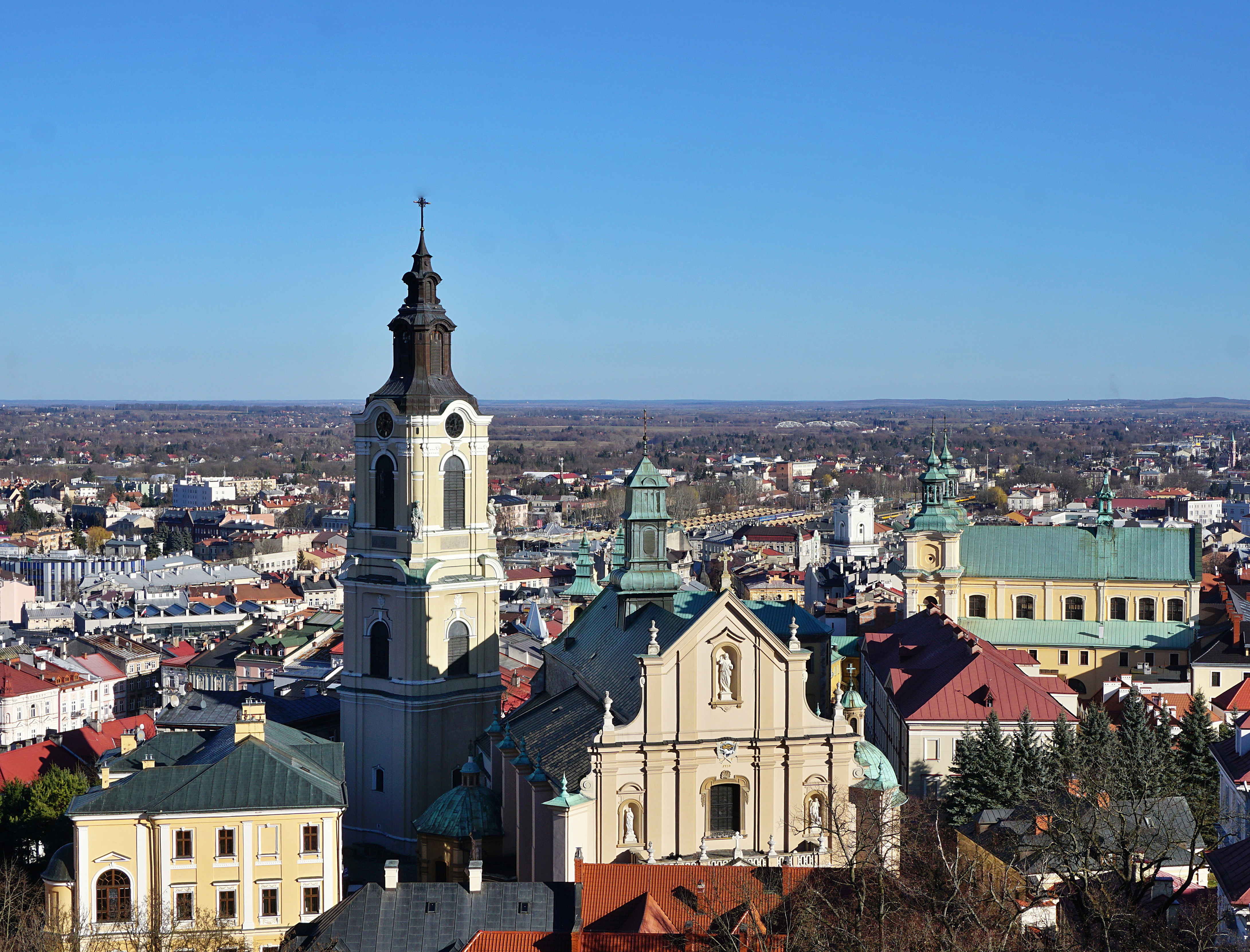
Vista panorámica de la Catedral de la Asunción

La sede de la arquidiócesis se encuentra en la ciudad de Przemyśl, en donde se halla la Catedral basílica de la Asunción de la Virgen María. En la diócesis también se encuentran la antigua catedral del Sagrado Corazón de Jesús y de Santa Teresa del Niño Jesús, también en Przemyśl, y 7 basílicas menores: la basílica del Espíritu Santo, en Przeworsk, la basílica de Santa María de los Dolores, en Jarosław, la basílica de la Transfiguración del Señor, en Brzozów, la basílica de la Santísima Trinidad, en Krosno, la basílica de la Asunción de la Santísima Virgen María, en Stara Wieś, la basílica de la Invención de la Santa Cruz, en Kalwaria Pacławska en el municipio de Fredropol, la basílica de la Anunciación de la Santísima Virgen María, en Leżajsk.
La arquidiócesis tiene como sufragáneas a las diócesis de Rzeszów y de Zamość-Lubaczów.
En 2023 en la arquidiócesis existían 391 parroquias agrupadas en 41 decanatos.

## Historia
Los orígenes de la diócesis de Przemyśl en la Rutenia Roja son inciertos. La mayoría de los autores creen que fue fundada durante la época de Jurij II de Galitzia, incluso antes de que Casimiro el Grande incorporara el territorio a Polonia (1340).
Los primeros obispos, sin embargo, no fueron obispos residenciales, sino obispos titulares: Iwan fue nombrado por el papa Clemente VI (entre 1342 y 1352) y murió en 1352; Mikołaj Rusin, ordenado obispo en Aviñón, recibió órdenes de partir hacia Polonia en 1354, pero, como su predecesor, nunca llegó a Przemyśl, habiendo asumido el cargo de obispo auxiliar en la arquidiócesis de Gniezno.
El 14 de julio de 1372 el papa Gregorio XI nombró una comisión de obispos para investigar si la Iglesia de Przemyśl tenía realmente los derechos de una iglesia catedral. La misma investigación se solicitó también para las localidades de Hálych, Lodomeria y Chełm. Evidentemente en la Curia papal no estaba claro si estas diócesis eran reales, canónicamente establecidas, o más bien sólo sedes titulares. La investigación confirmó que estas diócesis eran sedes episcopales residenciales. El 13 de febrero de 1375, mediante la bula Debitum pastoralis officii, Gregorio XI reafirmó las conclusiones de la comisión papal que había establecido, a saber, que estas «ecclesias fuisse et esse Cathedrales». Pero, para eliminar toda duda, el papa erigió de nuevo todas estas diócesis (ipsas ecclesias ad rischiom de novo in Cathedrales erigimus), sometiéndolas a la provincia eclesiástica de la arquidiócesis de Hálych.
Entre 1412 y 1414 la sede de Hálych fue trasladada a Leópolis, manteniendo a Przemyśl como sufragánea.
Desde 1772 el territorio de la diócesis entró a formar parte del Imperio austríaco y fue sujeto a la política de injerencia del Estado en los asuntos religiosos, conocida con el nombre de josefinismo, que implicó el cierre de treinta y un monasterios y de los seminarios diocesanos (el seminario fue reabierto en 1819).
Durante la Segunda Guerra Mundial la diócesis y sus habitantes sufrieron mucho a causa de la ocupación soviética primero (1939-1941) y luego alemana (1941-1944). En este período fueron arrestados 90 sacerdotes. Los soviéticos destruyeron las bibliotecas del seminario y del capítulo y los alemanes confiscaron 200 campanas. Al finalizar la guerra, cuando se revisaron las fronteras entre Polonia y la Unión Soviética, la diócesis perdió la tercera parte de su territorio oriental y los polacos que residían al otro lado de la frontera fueron trasferidos a occidente. Después de 1945 se cerraron todos los monasterios, fueron confiscados muchos edificios de las instituciones católicas y de las parroquias y las propiedades de la diócesis (diversos millares de hectáreas de campos y bosques).
El 25 de marzo de 1992, en el ámbito de la reorganización de las diócesis polacas, querida por el papa Juan Pablo II, mediante la bula Totus tuus Poloniae populus, se desmembró una porción de su territorio para la erección de la diócesis de Rzeszów. Con la misma bula, Przemyśl fue elevada al rango de arquidiócesis metropolitana. El mismo pontífice visitó en dos ocasiones el territorio diocesano de Przemyśl en 1991 y 1997.

## Estadísticas
Según el Anuario Pontificio 2024 la arquidiócesis tenía a fines de 2023 un total de 730 000 fieles bautizados.
| Año                                                                             | Población            | Población | Población      | Sacerdotes | Sacerdotes    | Sacerdotes    | Bautizados por sacerdote | Diáconos permanentes | Religiosos | Religiosos | Parroquias |
| Año                                                                             | Bautizados católicos | Total     | % de católicos | Total      | Clero secular | Clero regular | Bautizados por sacerdote | Diáconos permanentes | Varones    | Mujeres    | Parroquias |
| ------------------------------------------------------------------------------- | -------------------- | --------- | -------------- | ---------- | ------------- | ------------- | ------------------------ | -------------------- | ---------- | ---------- | ---------- |
| 1950                                                                            | 1 200 000            | 2 000     | 60.0           | 764        | 642           | 122           | 1570                     |                      | 306        | 1180       | 449        |
| 1970                                                                            | ?                    | 1 360 000 | ?              | 915        | 800           | 115           | ?                        |                      | 115        | 1310       | 420        |
| 1980                                                                            | 1 485 553            | 1 524 029 | 97.5           | 982        | 872           | 110           | 1512                     |                      | 128        | 1250       | 487        |
| 1990                                                                            | 1 636 708            | 1 646 407 | 99.4           | 1296       | 1126          | 170           | 1262                     |                      | 211        | 1472       | 589        |
| 1999                                                                            | 817 976              | 820 000   | 99.8           | 967        | 793           | 174           | 845                      |                      | 220        | 1161       | 377        |
| 2000                                                                            | 818 947              | 822 000   | 99.6           | 953        | 777           | 176           | 859                      |                      | 244        | 1170       | 381        |
| 2001                                                                            | 817 266              | 820 000   | 99.7           | 958        | 780           | 178           | 853                      |                      | 251        | 1188       | 384        |
| 2002                                                                            | 812 667              | 815 000   | 99.7           | 961        | 783           | 178           | 845                      |                      | 248        | 1190       | 384        |
| 2003                                                                            | 813 841              | 820 000   | 99.2           | 980        | 802           | 178           | 830                      |                      | 247        | 1195       | 384        |
| 2004                                                                            | 763 352              | 780 000   | 97.9           | 983        | 807           | 176           | 776                      |                      | 238        | 1122       | 383        |
| 2013                                                                            | 756 006              | 784 454   | 96.4           | 1043       | 874           | 169           | 724                      |                      | 215        | 1097       | 388        |
| 2016                                                                            | 745 512              | 795 969   | 93.7           | 1049       | 879           | 170           | 710                      |                      | 206        | 1057       | 390        |
| 2019                                                                            | 735 000              | 814 000   | 90.3           | 1057       | 894           | 163           | 695                      |                      | 187        | 906        | 391        |
| 2021                                                                            | 726 760              | 822 430   | 88.4           | 1045       | 846           | 199           | 695                      |                      | 237        | 840        | 391        |
| 2023                                                                            | 730 000              | 826 000   | 88.4           | 1041       | 840           | 201           | 701                      |                      | 237        | 807        | 391        |
| Fuente: Catholic-Hierarchy, que a su vez toma los datos del Anuario Pontificio. |                      |           |                |            |               |               |                          |                      |            |            |            |

### Vida consagrada
Entre los institutos de vida consagrada y sociedades de vida apostólica masculinos presentes en Przemyśl se encuentran: Orden de los Predicadores, Orden de los Hermanos Menores, Orden de los Hermanos Menores Conventuales, Orden de los Hermanos Menores Capuchinos, Compañía de Jesús, Orden de los Carmelitas Descalzos, Orden Hospitalaria de San Juan de Dios, Congregación de San Miguel Arcángel, Misioneros Oblatos de María Inmaculada, Sociedad del Apostolado Católico y Pía Sociedad de San Francisco de Sales.
Entre los institutos y sociedades femeninos están: Orden de San Benito, Orden de Nuestra Señora del Monte Carmelo (Comunidad Bose), Albertinas Siervas de los Pobres, Congregación de las Hermanas de la Caridad de San Carlos Borromeo, Congregación Hijas de San Francisco Seráficas, Canonesas del Espíritu Santo, Congregación de las Hermanas de San Félix Cantalicio, Hermanas de Santo Domingo de Cracovia, Congregación de Hermanas de San José, Hermanas Carmelitas del Niño Jesús, Hermanas Misioneras de San Pedro Claver, Franciscanas de la Familia de María, Franciscanas de la Milicia de la Inmaculada, Hermanitas del Corazón Inmaculado de María, Hermanas de San Miguel Arcángel, Hermanas de la Sagrada Familia de Nazaret, Hermanas de la Inmaculada Concepción de la Beata Virgen María, Hermanas de la Divina Providencia de Leópolis, Hijas de Nuestra Señora de los Dolores, Hermanas del Inmaculado Corazón de la Virgen María, Siervas del Sagrado Corazón de Jesús de la Tercera Orden de San Francisco, Hermanas Siervas de Jesús, Siervas de la Inmaculada Concepción de la Madre de Dios (de Dębica), Pequeñas Siervas de la Inmaculada Concepción (de Stara Wieś), Hermanas de la Caridad de San Vicente de Paúl, Ursulinas del Sagrado Corazón de Jesús Agonizante, Auxiliadoras de las Almas del Purgatorio (de Zakroczym) y Sociedad de la Inmaculada Madre de la Confianza.

## Episcopologio
- Iwan, O.F.M. † (?-1351 falleció)
- Mikołaj Rusin, O.P.  † (18 de enero de 1353-1375 falleció)
- Eryk z Winsen, O.F.M. † (13 de abril de 1377-8 de septiembre de 1391 falleció)
- Maciej Janina, O.F.M. † (28 de octubre de 1392-17 de junio de 1419 falleció)
- Janusz z Lubienia † (21 de agosto de 1420-20 de marzo de 1435 falleció)
- Piotr z Chrząstowa † (9 de marzo de 1436-19 de enero de 1452 falleció)
- Mikołaj z Błażejowa † (11 de agosto de 1452-21 de diciembre de 1474 falleció)
  - Andrzej Oporowski † (5 de octubre de 1476-1 de octubre de 1479 nombrado obispo) (administrador apostólico)
- Andrzej Oporowski † (1 de octubre de 1479-12 de octubre de 1481 nombrado obispo de Cuyavia-Pomerania)
- Piotr Moszyński † (10 de diciembre de 1481-20 de octubre de 1483 nombrado obispo de Cuyavia-Pomerania)
- Jan Kaźmierski † (10 de mayo de 1484-18 de noviembre de 1485 falleció)
- Jan z Targowiska † (26 de mayo de 1486-1 de junio de 1492 falleció)
  - Jan Brandis † (3 de septiembre de 1492-? renunció) (obispo electo)
- Mikołaj Krajowski † (29 de abril de 1493-13 de abril de 1498 falleció)
  - Andrzej Boryszewski † (1 de febrero de 1501-18 de diciembre de 1503 nombrado arzobispo de Gniezno) (administrador apostólico)
- Maciej Drzewicki † (21 de octubre de 1504-4 de noviembre de 1513 nombrado obispo de Cuyavia)
- Piotr Tomicki † (29 de mayo de 1514-22 de junio de 1520 nombrado obispo de Poznan)
- Rafał Leszczyński † (5 de enero de 1521-8 de junio de 1523 nombrado obispo de Płock)
- Andrzej Krzycki † (8 de junio de 1523-29 de abril de 1527 nombrado obispo de Płock)
- Jan Karnkowski † (29 de abril de 1527-4 de agosto de 1531 nombrado obispo de Cuyavia)
- Beato Jan Chojeński † (4 de agosto de 1531-27 de octubre de 1535 nombrado obispo de Płock)
- Piotr Gamrat † (27 de octubre de 1535-17 de agosto de 1537 nombrado obispo de Płock)
- Stanisław Tarło † (17 de agosto de 1537-14 de diciembre de 1544 falleció)
- Jan Dzieduski † (8 de junio de 1545-28 de julio de 1559 falleció)
- Filip Padniewski † (26 de enero de 1560-17 de julio de 1560 nombrado obispo de Cracovia)
- Walenty Herburt † (4 de septiembre de 1560-7 de julio de 1572 falleció)
  - Sede vacante (1572-1575)
- Łukasz Kościelecki † (5 de diciembre de 1575-4 de marzo de 1577 nombrado obispo de Poznan)
- Wojciech Staroźrebski Sobiejuski † (11 de diciembre de 1577-de enero de 1580 falleció)
  - Sede vacante (1580-1583)
- Jan Boruchowski † (23 de marzo de 1583-15 de abril de 1584 falleció)
- Wojciech Baranowski † (11 de febrero de 1585-30 de enero de 1591 nombrado obispo de Płock)
- Wawrzyniec Goślicki † (10 de mayo de 1591-19 de marzo de 1601 nombrado obispo de Poznan)
- Maciej Pstrokoński † (19 de marzo de 1601-5 de noviembre de 1608 nombrado obispo de Cuyavia)
- Stanisław Sieciński † (3 de agosto de 1609-16 de octubre de 1619 falleció)
- Jan Wężyk † (17 de febrero de 1620-13 de mayo de 1624 nombrado obispo de Poznan)
- Achacy Grochowski † (26 de agosto de 1624-6 de octubre de 1627 nombrado obispo de Lutsk)
- Adam Nowodworski † (29 de noviembre de 1627-7 de abril de 1631 nombrado obispo de Poznan)
- Henryk Firlej † (28 de julio de 1631-9 de julio de 1635 nombrado obispo de Poznan)
- Andrzej Szołdrski † (13 de agosto de 1635-21 de julio de 1636 nombrado obispo de Poznan)
- Piotr Gembicki † (22 de septiembre de 1636-10 de noviembre de 1642 nombrado obispo de Cracovia)
- Aleksander Trzebiński † (1 de diciembre de 1642-25 de julio de 1644 falleció)
- Paweł Piasecki † (28 de noviembre de 1644-1 de agosto de 1649 falleció)
- Jan Chrzciciel Zamoyski, O.P. † (9 de diciembre de 1649-19 de octubre de 1654 nombrado obispo de Lutsk)
- Andrzej Trzebicki † (7 de diciembre de 1654-25 de febrero de 1658 nombrado obispo de Cracovia)
- Stanisław Sarnowski † (17 de junio de 1658-24 de mayo de 1677 nombrado obispo de Cuyavia)
- Jan Stanisław Zbąski † (11 de octubre de 1677-6 de diciembre de 1688 nombrado obispo de Varmia)
- Jerzy Albrecht Denhoff † (19 de octubre de 1689-9 de mayo de 1701 nombrado obispo de Cracovia)
- Jan Kazimierz de Alten Bokum † (18 de julio de 1701-27 de junio de 1718 nombrado obispo de Chełmno)
- Krzysztof Andrzej Jan Szembek † (15 de marzo de 1719-11 de septiembre de 1724 nombrado obispo de Varmia)
- Alexander Antoni Pleszowice Fredro † (27 de septiembre de 1724-26 de abril de 1734 falleció)
  - Sede vacante (1734-1737)
- Walenty Aleksander Czapski, O.Cist. † (11 de febrero de 1737-20 de diciembre de 1741 nombrado obispo de Cuyavia)
- Wacław Hieronim Sierakowski † (25 de mayo de 1742-21 de julio de 1760 nombrado arzobispo de Leópolis)
- Michał Wodzicki † (22 de septiembre de 1760-1 de enero de 1764 falleció)
- Walenty Franciszek Wężyk † (22 de abril de 1765-25 de octubre de 1766 falleció)
- Andrzej Mikołaj Stanisław Kostka Młodziejewski † (1 de diciembre de 1766-16 de mayo de 1768 nombrado obispo de Poznan)
- Józef Tadeusz Kierski † (16 de mayo de 1768-16 de enero de 1783 falleció)
- Antoni Wacław Betański † (16 de enero de 1783 por sucesión-21 de enero de 1786 falleció)
- Antoni Gołaszewski † (24 de julio de 1786-25 de abril de 1825 falleció)
- Jan Antoni de Potoczki † (19 de diciembre de 1825-16 de mayo de 1832 falleció)
  - Sede vacante (1832-1834)
- Michał Korczyński † (23 de junio de 1834-8 de octubre de 1839 falleció)
- Franciszek Ksawery Zachariasiewicz † (13 de julio de 1840-12 de junio de 1845 falleció)
- Franciszek Ksawery Wierzchleyski † (27 de julio de 1846-23 de marzo de 1860 nombrado arzobispo de Leópolis)
- Adam Jasiński † (23 de marzo de 1860-3 de marzo de 1862 falleció)
- Antoni Józef Manastyrski † (28 de septiembre de 1863-17 de diciembre de 1869 falleció)
- Maciej Hirschler † (27 de junio de 1870-27 de mayo de 1881 falleció)
- Łukasz Solecki † (27 de marzo de 1882-2 de marzo de 1900 falleció)
- San Józef Sebastian Pelczar † (17 de diciembre de 1900-28 de marzo de 1924 falleció)
- Anatol Wincenty Nowak (Novak) † (30 de septiembre de 1924-5 de abril de 1933 falleció)
- Franciszek Barda † (25 de noviembre de 1933-13 de noviembre de 1964 falleció)
- Ignacy Marcin Tokarczuk † (3 de diciembre de 1965-17 de abril de 1993 retirado)
- Józef Michalik (17 de abril de 1993-30 de abril de 2016 retirado)
- Adam Szal, desde el 30 de abril de 2016